# Pripiceni-Răzeși
Pripiceni-Răzeși es una comuna perteneciente al distrito de Rezina, Moldavia.

## Superficie
Cuenta con una superficie de 20,40 kilómetros cuadrados.

## Demografía
Hasta 2023 la población era de 816 habitantes, con una densidad de población de 40 habitantes por kilómetro cuadrado.
| Gráfica de evolución demográfica de Pripiceni-Răzeși entre 2018 y 2023 |
|                                                                        |
| Datos según Population statistics of Eastern Europe & former USSR.     |